# Neduba macneilli
Neduba macneilli är en insektsart som beskrevs av Rentz, D.C.F. och Birchim 1968. Neduba macneilli ingår i släktet Neduba och familjen vårtbitare. Inga underarter finns listade i Catalogue of Life.